# رئیس (کالج)
رئیس (انگلیسی: Master) که اغلب سرپرست یا رئیس کالج گفته می‌شود، عضو ارشد یک کالج از دانشگاه است. این عنوان، گستره وسیعی بین موسسات مختلف دارد و ممکن است نام‌های گوناگونی داشته باشد. نقش او اغلب، مسئولیت هدایت و اجرای قوانین در کالج است.